# Primera División de México 1991-92
La Temporada 1991-92 fue la edición LI de la Primera División Mexicana; se jugó entre el 14 de septiembre de 1991 y el 7 de junio de 1992. El equipo ascendido para este torneo fue Atlante al coronarse campeón de la Segunda División, superando al Pachuca 9 a 8 en penales, y ocupó el lugar que dejó el descendido Irapuato. 
El Atlante consiguió algo inédito en la historia del fútbol mexicano, al lograr se el líder del torneo regular, en su temporada de regreso a la Primera División.  
Los 20 equipos se dividieron en 4 grupos de 5 equipos cada uno. El torneo se desarrolló a partidos de visita recíproca por lo que cada club jugó 38 partidos, donde clasificaban los 2 mejores de cada grupo a la liguilla; si un tercer lugar superaba en puntos a un segundo lugar, jugaban una repesca a partidos de visita recíproca a modo de copa; los ganadores pasaban a la liguilla, donde se enfrentaban en un sistema de copa a partidos de visita recíproca. El campeón fue el Club León, superando en la final por marcador global de 2-0 al Puebla FC.

## Sistema de competencia
Los veinte participantes fueron divididos en cuatro grupos de cinco equipos cada uno; todos disputan la fase regular bajo un sistema de liga, es decir, todos contra todos a visita recíproca; con un criterio de puntuación que otorga dos unidades por victoria, una por empate y cero por derrota. 
Clasifican a la disputa de la fase final por el título, el primer y segundo lugar de cada grupo (sin importar su ubicación en la tabla general). Los equipos clasificados son ubicados del 1 al 8 en duelos cruzados (es decir 1 vs 8, 2 vs 7, 3 vs 6 y 4 vs 5), se enfrentaban en rondas ida-vuelta o eliminación directa. 
La definición de los partidos de fase final tomarían como criterio el "Gol de visitante", es decir el equipo que en la serie ida y vuelta anotara más goles en calidad de visitante. Se procedía a tiempo extra y tiros penales en caso de tener la misma cantidad de goles en ambos partidos; los goles en tiempo extra no eran válidos para el criterio de gol de visitante, en virtud de la justicia deportiva que debía imperar, ya que en una serie a visita recíproca, solo los juegos de vuelta tienen tiempos extras.
En caso de existir uno o dos equipo que superen la puntuación de uno o dos sublíderes de grupo se procederá a jugar una reclasificación; el formato consiste en series a visita recíproca entre aquellos equipos involucrados con las condicionantes mencionadas, es decir, el sublíder de grupo se enfrentaría a aquel club que lo hubiera superado en puntos en otro grupo, y no fuera el sublíder de este; todo ello respetando la posición en la tabla general para la definición del rol de juegos, y considerando los mismos criterios de desempate vigentes de las rondas subsecuentes.
En la definición del descenso el club con menor cociente en la tabla de porcentajes descendería a segunda división y considerando los criterios de desempate de la fase regular. Este se obtendría de sumar los puntos obtenidos en las temporadas 1990-91 y 1991-92, y dividiéndolo entre los partidos disputados en ese lapso.

## Equipos participantes

### Ascensos y descensos
| Pos | Ascendido de la Segunda División 1990-91 |
| --- | ---------------------------------------- |
| 2º  | Atlante                                  |

| Pos | Descendido en la Primera División 1990-91 |
| --- | ----------------------------------------- |
| 20° | Irapuato                                  |

### Equipos por Entidad Federativa
En la temporada 1991-1992 jugaron 20 equipos que se distribuían de la siguiente manera:
| Monterrey Tigres UAT Morelia U de G Atlas Guadalajara U.A.G Necaxa Puebla Toluca América Cruz Azul Atlante UNAM Santos Cobras León Querétaro Veracruz | \| Entidad Federativa \| N.º \| Equipos \| \| ------------------ \| --- \| ------------------------------------------ \| \| Distrito Federal \| 5 \| América, Atlante, Cruz Azul, Necaxa y UNAM \| \| Jalisco \| 4 \| Atlas, Guadalajara, UAG y U de G \| \| Nuevo León \| 2 \| Monterrey y UANL \| \| Tamaulipas \| 1 \| UAT \| \| Guanajuato \| 1 \| León \| \| Estado de México \| 1 \| Toluca \| \| Puebla \| 1 \| Puebla \| \| Michoacán \| 1 \| Morelia \| \| Coahuila \| 1 \| Santos Laguna \| \| Chihuahua \| 1 \| Cobras \| \| Veracruz \| 1 \| Veracruz \| \| Querétaro \| 1 \| Querétaro \| |                                            |
| Entidad Federativa | N.º | Equipos                                    |
| Distrito Federal | 5 | América, Atlante, Cruz Azul, Necaxa y UNAM |
| Jalisco | 4 | Atlas, Guadalajara, UAG y U de G           |
| Nuevo León | 2 | Monterrey y UANL                           |
| Tamaulipas | 1 | UAT                                        |
| Guanajuato | 1 | León                                       |
| Estado de México | 1 | Toluca                                     |
| Puebla | 1 | Puebla                                     |
| Michoacán | 1 | Morelia                                    |
| Coahuila | 1 | Santos Laguna                              |
| Chihuahua | 1 | Cobras                                     |
| Veracruz | 1 | Veracruz                                   |
| Querétaro | 1 | Querétaro                                  |

### Información sobre equipos
| Equipo                                      | Ciudad                           | Estadio                | Capacidad |
| ------------------------------------------- | -------------------------------- | ---------------------- | --------- |
| América                                     | México, D. F.                    | Azteca                 | 114,600   |
| Atlante                                     | México, D.F.                     | Azulgrana              | 36,000    |
| Atlas                                       | Guadalajara, Jalisco             | Jalisco                | 56,000    |
| Cobras                                      | Ciudad Juárez, Chihuahua         | Olímpico Benito Juárez | 21,000    |
| Cruz Azul                                   | México, D. F.                    | Azteca                 | 114,600   |
| Guadalajara                                 | Guadalajara, Jalisco             | Jalisco                | 56,000    |
| León                                        | León, Guanajuato                 | Nou Camp               | 30,000    |
| Monterrey                                   | Monterrey, Nuevo León            | Tecnológico            | 38,000    |
| Atlético Morelia                            | Morelia, Michoacán               | Morelos                | 39,000    |
| Necaxa                                      | México, D. F.                    | Azteca                 | 114,600   |
| Puebla                                      | Puebla, Puebla                   | Cuauhtémoc             | 36,000    |
| Querétaro                                   | Santiago de Querétaro, Querétaro | Corregidora            | 38,000    |
| Santos Laguna                               | Torreón, Coahuila                | Corona                 | 18,000    |
| Tecos UAG                                   | Zapopan, Jalisco                 | Tres de Marzo          | 25,000    |
| Tigres UANL                                 | Monterrey, Nuevo León            | Universitario          | 44,000    |
| Toluca                                      | Toluca, Estado de México         | La Bombonera           | 27,000    |
| Archivo:Correcaminos 2.png Correcaminos UAT | Ciudad Victoria, Tamaulipas      | Marte R. Gómez         | 17,000    |
| U. de G.                                    | Guadalajara, Jalisco             | Jalisco                | 56,000    |
| Pumas UNAM                                  | México, D. F.                    | Olímpico Universitario | 66,000    |
| Veracruz                                    | Veracruz, Veracruz               | Luis Pirata Fuente     | 30,000    |

## Torneo Regular

### Primera Vuelta
| Puebla           | 1-1 | Tigres UANL                                 | Cuauhtémoc             | 14 de septiembre | 12:00 |
| Veracruz         | 1-0 | Atlas                                       | Luis Pirata Fuente     | 14 de septiembre | 16:00 |
| Cruz Azul        | 3-1 | Querétaro                                   | Azteca                 | 14 de septiembre | 17:00 |
| U. de G.         | 1-0 | Tecos UAG                                   | Jalisco                | 14 de septiembre | 20:45 |
| Toluca           | 2-2 | América                                     | La Bombonera           | 15 de septiembre | 11:00 |
| Guadalajara      | 1-0 | Archivo:Correcaminos 2.png Correcaminos UAT | Jalisco                | 15 de septiembre | 12:00 |
| Monterrey        | 2-2 | Atlante                                     | Tecnológico            | 15 de septiembre | 12:00 |
| Atlético Morelia | 0-0 | Necaxa                                      | Morelos                | 15 de septiembre | 12:00 |
| UNAM             | 3-1 | Cobras                                      | Olímpico Universitario | 15 de septiembre | 12:00 |
| León             | 1-1 | Santos Laguna                               | Corregidora            | 15 de septiembre | 12:00 |

| Tecos UAG                                   | 1-0 | Veracruz         | Tres de Marzo          | 20 de septiembre | 20:30 |
| Necaxa                                      | 0-0 | León             | Azteca                 | 20 de septiembre | 20:45 |
| Cobras                                      | 0-1 | Puebla           | Olímpico Benito Juárez | 21 de septiembre | 12:00 |
| Atlante                                     | 1-0 | Toluca           | Azulgrana              | 21 de septiembre | 17:00 |
| Tigres UANL                                 | 3-1 | Cruz Azul        | Universitario          | 21 de septiembre | 17:00 |
| Atlas                                       | 1-0 | UNAM             | Jalisco                | 21 de septiembre | 20:45 |
| América                                     | 1-1 | Guadalajara      | Azteca                 | 22 de septiembre | 12:00 |
| Archivo:Correcaminos 2.png Correcaminos UAT | 4-0 | U. de G.         | Marte R. Gómez         | 22 de septiembre | 12:00 |
| Querétaro                                   | 2-1 | Atlético Morelia | Corregidora            | 22 de septiembre | 12:00 |
| Santos Laguna                               | 2-0 | Monterrey        | Corona                 | 22 de septiembre | 16:00 |

| Atlético Morelia | 0-0 | León                                        | Morelos                | 28 de septiembre | 12:00 |
| Puebla           | 1-2 | Atlas                                       | Cuauhtémoc             | 28 de septiembre | 12:00 |
| Veracruz         | 2-0 | Archivo:Correcaminos 2.png Correcaminos UAT | Luis Pirata Fuente     | 28 de septiembre | 16:00 |
| Cruz Azul        | 2-3 | Cobras                                      | Azteca                 | 28 de septiembre | 17:00 |
| Monterrey        | 4-0 | Necaxa                                      | Tecnológico            | 28 de septiembre | 17:00 |
| U. de G.         | 0-1 | América                                     | Jalisco                | 28 de septiembre | 20:45 |
| Toluca           | 1-1 | Santos Laguna                               | La Bombonera           | 29 de septiembre | 11:00 |
| Guadalajara      | 1-1 | Atlante                                     | Jalisco                | 29 de septiembre | 12:00 |
| UNAM             | 2-1 | Tecos UAG                                   | Olímpico Universitario | 29 de septiembre | 12:00 |
| Querétaro        | 2-2 | Tigres UANL                                 | Corregidora            | 29 de septiembre | 12:00 |

| Tecos UAG                                   | 1-2 | Puebla           | Tres de Marzo          | 4 de octubre | 20:30 |
| Necaxa                                      | 4-0 | Toluca           | Azteca                 | 4 de octubre | 20:45 |
| Cobras                                      | 0-0 | Querétaro        | Olímpico Benito Juárez | 5 de octubre | 12:00 |
| Atlante                                     | 0-0 | U. de G.         | Azulgrana              | 5 de octubre | 17:00 |
| Tigres UANL                                 | 0-2 | Atlético Morelia | Universitario          | 5 de octubre | 17:00 |
| Atlas                                       | 0-1 | Cruz Azul        | Jalisco                | 5 de octubre | 20:45 |
| Archivo:Correcaminos 2.png Correcaminos UAT | 3-1 | UNAM             | Marte R. Gómez         | 6 de octubre | 12:00 |
| América                                     | 2-0 | Veracruz         | Azteca                 | 6 de octubre | 12:00 |
| Santos Laguna                               | 2-1 | Guadalajara      | Corona                 | 6 de octubre | 16:00 |
| León                                        | 1-1 | Monterrey        | Tecnológico            | 6 de octubre | 16:00 |

| Puebla           | 1-0 | Archivo:Correcaminos 2.png Correcaminos UAT | Cuauhtémoc             | 12 de octubre | 12:00 |
| Veracruz         | 2-1 | Atlante                                     | Luis Pirata Fuente     | 12 de octubre | 16:00 |
| Tigres UANL      | 1-0 | Cobras                                      | Universitario          | 12 de octubre | 17:00 |
| Cruz Azul        | 2-1 | Tecos UAG                                   | Azteca                 | 12 de octubre | 17:00 |
| U. de G.         | 4-0 | Santos Laguna                               | Jalisco                | 12 de octubre | 20:45 |
| Toluca           | 1-1 | León                                        | La Bombonera           | 13 de octubre | 11:00 |
| Guadalajara      | 1-1 | Necaxa                                      | Jalisco                | 13 de octubre | 12:00 |
| Querétaro        | 0-4 | Atlas                                       | Corregidora            | 13 de octubre | 12:00 |
| Atlético Morelia | 2-0 | Monterrey                                   | Morelos                | 13 de octubre | 12:00 |
| UNAM             | 0-2 | América                                     | Olímpico Universitario | 8 de enero    | 15:00 |

| Tecos UAG                                   | 0-0 | Querétaro        | Tres de Marzo          | 18 de octubre | 20:30 |
| Necaxa                                      | 3-0 | U. de G.         | Azteca                 | 18 de octubre | 20:45 |
| Cobras                                      | 2-3 | Atlético Morelia | Olímpico Benito Juárez | 19 de octubre | 12:00 |
| Atlante                                     | 4-2 | UNAM             | Azulgrana              | 19 de octubre | 17:00 |
| Monterrey                                   | 0-0 | Toluca           | Tecnológico            | 19 de octubre | 17:00 |
| Atlas                                       | 2-1 | Tigres UANL      | Jalisco                | 19 de octubre | 20:45 |
| Archivo:Correcaminos 2.png Correcaminos UAT | 1-1 | Cruz Azul        | Marte R. Gómez         | 20 de octubre | 12:00 |
| América                                     | 2-2 | Puebla           | Azteca                 | 20 de octubre | 12:00 |
| León                                        | 4-0 | Guadalajara      | Nou Camp               | 20 de octubre | 12:00 |
| Santos Laguna                               | 2-1 | Veracruz         | Corona                 | 20 de octubre | 16:00 |

| Cobras           | 1-3 | Atlas                                       | Olímpico Benito Juárez | 26 de octubre | 12:00 |
| Veracruz         | 5-3 | Necaxa                                      | Luis Pirata Fuente     | 26 de octubre | 16:00 |
| Cruz Azul        | 1-1 | América                                     | Azteca                 | 26 de octubre | 17:00 |
| Tigres UANL      | 0-2 | Tecos UAG                                   | Universitario          | 26 de octubre | 17:00 |
| U. de G.         | 0-0 | León                                        | Jalisco                | 26 de octubre | 20:45 |
| Querétaro        | 0-0 | Archivo:Correcaminos 2.png Correcaminos UAT | Corregidora            | 27 de octubre | 12:00 |
| Puebla           | 2-3 | Atlante                                     | Cuauhtémoc             | 27 de octubre | 12:00 |
| UNAM             | 0-0 | Santos Laguna                               | Olímpico Universitario | 27 de octubre | 12:00 |
| Atlético Morelia | 1-1 | Toluca                                      | Morelos                | 27 de octubre | 12:00 |
| Guadalajara      | 0-0 | Monterrey                                   | Jalisco                | 27 de octubre | 12:00 |

| Necaxa                                      | 1-1 | UNAM             | Azteca         | 1 de noviembre | 20:45 |
| Atlas                                       | 1-1 | Atlético Morelia | Jalisco        | 2 de noviembre | 12:00 |
| Atlante                                     | 1-1 | Cruz Azul        | Azulgrana      | 2 de noviembre | 17:00 |
| Monterrey                                   | 4-1 | U. de G.         | Tecnológico    | 2 de noviembre | 17:00 |
| Toluca                                      | 1-1 | Guadalajara      | La Bombonera   | 3 de noviembre | 11:00 |
| América                                     | 3-1 | Querétaro        | Azteca         | 3 de noviembre | 12:00 |
| Archivo:Correcaminos 2.png Correcaminos UAT | 4-1 | Tigres UANL      | Marte R. Gómez | 3 de noviembre | 12:00 |
| León                                        | 3-1 | Veracruz         | Nou Camp       | 3 de noviembre | 12:00 |
| Santos Laguna                               | 1-1 | Puebla           | Corona         | 3 de noviembre | 16:00 |
| Tecos UAG                                   | 2-0 | Cobras           | Tres de Marzo  | 3 de noviembre | 20:30 |

| Querétaro        | 2-3 | Atlante                                     | Corregidora            | 6 de noviembre | 12:00 |
| Cobras           | 0-0 | Archivo:Correcaminos 2.png Correcaminos UAT | Olímpico Benito Juárez | 6 de noviembre | 12:00 |
| Puebla           | 1-0 | Necaxa                                      | Cuauhtémoc             | 6 de noviembre | 12:00 |
| Atlético Morelia | 2-0 | Guadalajara                                 | Morelos                | 6 de noviembre | 12:00 |
| Veracruz         | 1-2 | Monterrey                                   | Luis Pirata Fuente     | 6 de noviembre | 16:00 |
| UNAM             | 0-0 | León                                        | Olímpico Universitario | 6 de noviembre | 17:00 |
| Tigres UANL      | 3-2 | América                                     | Universitario          | 6 de noviembre | 17:00 |
| Atlas            | 1-1 | Tecos UAG                                   | Jalisco                | 6 de noviembre | 20:45 |
| Cruz Azul        | 1-0 | Santos Laguna                               | Azteca                 | 7 de noviembre | 17:00 |
| U. de G.         | 3-2 | Toluca                                      | Jalisco                | 7 de noviembre | 20:45 |

| América                                     | 1-0 | Cobras           | Azteca         | 9 de noviembre  | 12:00 |
| Atlante                                     | 2-0 | Tigres UANL      | Azulgrana      | 9 de noviembre  | 17:00 |
| Monterrey                                   | 1-4 | UNAM             | Tecnológico    | 9 de noviembre  | 17:00 |
| Tecos UAG                                   | 3-2 | Atlético Morelia | Tres de Marzo  | 9 de noviembre  | 20:30 |
| Toluca                                      | 1-0 | Veracruz         | La Bombonera   | 10 de noviembre | 11:00 |
| León                                        | 0-0 | Puebla           | Nou Camp       | 10 de noviembre | 12:00 |
| Archivo:Correcaminos 2.png Correcaminos UAT | 2-1 | Atlas            | Marte R. Gómez | 10 de noviembre | 12:00 |
| Santos Laguna                               | 1-0 | Querétaro        | Corona         | 10 de noviembre | 16:00 |
| Necaxa                                      | 0-1 | Cruz Azul        | Azteca         | 10 de noviembre | 17:00 |
| Guadalajara                                 | 1-1 | U. de G.         | Jalisco        | 18 de diciembre | 12:00 |

| Tecos UAG        | 0-0 | Archivo:Correcaminos 2.png Correcaminos UAT | Tres de Marzo          | 15 de noviembre | 20:30 |
| Cobras           | 2-3 | Atlante                                     | Olímpico Benito Juárez | 16 de noviembre | 12:00 |
| UNAM             | 3-0 | Toluca                                      | Olímpico Universitario | 16 de noviembre | 15:00 |
| Veracruz         | 0-1 | Guadalajara                                 | Luis Pirata Fuente     | 16 de noviembre | 16:00 |
| Tigres UANL      | 2-2 | Santos Laguna                               | Universitario          | 16 de noviembre | 17:00 |
| Atlas            | 1-0 | América                                     | Jalisco                | 16 de noviembre | 20:45 |
| Querétaro        | 1-0 | Necaxa                                      | Corregidora            | 17 de noviembre | 12:00 |
| Cruz Azul        | 3-1 | León                                        | Azteca                 | 17 de noviembre | 12:00 |
| Atlético Morelia | 2-1 | U. de G.                                    | Morelos                | 17 de noviembre | 12:00 |
| Puebla           | 0-0 | Monterrey                                   | Cuauhtémoc             | 17 de noviembre | 12:00 |

| Necaxa                                      | 3-2 | Tigres UANL      | Azteca         | 22 de noviembre | 20:45 |
| Atlante                                     | 1-1 | Atlas            | Azulgrana      | 23 de noviembre | 17:00 |
| Monterrey                                   | 2-1 | Cruz Azul        | Tecnológico    | 23 de noviembre | 17:00 |
| U. de G.                                    | 1-1 | Veracruz         | Jalisco        | 23 de noviembre | 20:45 |
| Toluca                                      | 0-2 | Puebla           | La Bombonera   | 24 de noviembre | 11:00 |
| León                                        | 1-0 | Querétaro        | Nou Camp       | 24 de noviembre | 12:00 |
| Guadalajara                                 | 0-0 | UNAM             | Jalisco        | 24 de noviembre | 12:00 |
| Archivo:Correcaminos 2.png Correcaminos UAT | 1-0 | Atlético Morelia | Marte R. Gómez | 24 de noviembre | 12:00 |
| América                                     | 2-0 | Tecos UAG        | Azteca         | 24 de noviembre | 12:00 |
| Santos Laguna                               | 2-0 | Cobras           | Corona         | 24 de noviembre | 16:00 |

| Tecos UAG                                   | 2-2 | Atlante       | Tres de Marzo          | 29 de noviembre | 20:30 |
| Tigres UANL                                 | 3-1 | León          | Universitario          | 30 de noviembre | 17:00 |
| Cruz Azul                                   | 2-3 | Toluca        | Azteca                 | 30 de noviembre | 17:00 |
| Atlas                                       | 0-0 | Santos Laguna | Jalisco                | 30 de noviembre | 20:45 |
| Cobras                                      | 2-0 | Necaxa        | Olímpico Benito Juárez | 1 de diciembre  | 12:00 |
| Querétaro                                   | 1-0 | Monterrey     | Corregidora            | 1 de diciembre  | 12:00 |
| Puebla                                      | 1-0 | Guadalajara   | Cuauhtémoc             | 1 de diciembre  | 12:00 |
| Atlético Morelia                            | 0-0 | Veracruz      | Morelos                | 1 de diciembre  | 12:00 |
| UNAM                                        | 4-0 | U. de G.      | Olímpico Universitario | 1 de diciembre  | 12:00 |
| Archivo:Correcaminos 2.png Correcaminos UAT | 5-1 | América       | Marte R. Gómez         | 1 de diciembre  | 12:00 |

| Necaxa        | 1-1 | Atlas                                       | Azteca             | 6 de diciembre | 20:45 |
| Veracruz      | 1-1 | UNAM                                        | Luis Pirata Fuente | 7 de diciembre | 16:00 |
| Monterrey     | 0-1 | Tigres UANL                                 | Tecnológico        | 7 de diciembre | 17:00 |
| Atlante       | 2-0 | Archivo:Correcaminos 2.png Correcaminos UAT | Azulgrana          | 7 de diciembre | 17:00 |
| U. de G.      | 2-0 | Puebla                                      | Jalisco            | 7 de diciembre | 20:45 |
| Toluca        | 0-0 | Querétaro                                   | La Bombonera       | 8 de diciembre | 11:00 |
| León          | 1-0 | Cobras                                      | Nou Camp           | 8 de diciembre | 12:00 |
| América       | 2-2 | Atlético Morelia                            | Azteca             | 8 de diciembre | 12:00 |
| Guadalajara   | 1-1 | Cruz Azul                                   | Jalisco            | 8 de diciembre | 12:00 |
| Santos Laguna | 4-1 | Tecos UAG                                   | Corona             | 8 de diciembre | 16:00 |

| Puebla                                      | 1-0 | Veracruz      | Cuauhtémoc             | 11 de diciembre | 15:00 |
| Atlético Morelia                            | 2-5 | UNAM          | Morelos                | 11 de diciembre | 16:00 |
| Cobras                                      | 2-0 | Monterrey     | Olímpico Benito Juárez | 11 de diciembre | 20:00 |
| Archivo:Correcaminos 2.png Correcaminos UAT | 2-0 | Santos Laguna | Olímpico Benito Juárez | 11 de diciembre | 20:30 |
| Tigres UANL                                 | 2-0 | Toluca        | Universitario          | 11 de diciembre | 20:30 |
| Querétaro                                   | 0-0 | Guadalajara   | Corregidora            | 11 de diciembre | 20:30 |
| Atlas                                       | 0-0 | León          | Jalisco                | 11 de diciembre | 20:45 |
| Cruz Azul                                   | 1-1 | U. de G.      | Azteca                 | 11 de diciembre | 20:45 |
| Tecos UAG                                   | 2-2 | Necaxa        | Tres de Marzo          | 12 de diciembre | 20:30 |
| América                                     | 1-3 | Atlante       | Azteca                 | 12 de diciembre | 20:45 |

| Veracruz      | 1-0 | Cruz Azul                                   | Luis Pirata Fuente     | 14 de diciembre | 16:00 |
| Monterrey     | 2-1 | Atlas                                       | Tecnológico            | 14 de diciembre | 17:00 |
| Atlante       | 1-0 | Atlético Morelia                            | Azulgrana              | 14 de diciembre | 17:00 |
| U. de G.      | 1-0 | Querétaro                                   | Jalisco                | 14 de diciembre | 20:45 |
| Toluca        | 3-1 | Cobras                                      | La Bombonera           | 15 de diciembre | 11:00 |
| León          | 3-1 | Tecos UAG                                   | Nou Camp               | 15 de diciembre | 12:00 |
| Necaxa        | 2-0 | Archivo:Correcaminos 2.png Correcaminos UAT | Azteca                 | 15 de diciembre | 12:00 |
| Guadalajara   | 3-1 | Tigres UANL                                 | Jalisco                | 15 de diciembre | 12:00 |
| Santos Laguna | 0-1 | América                                     | Corona                 | 15 de diciembre | 16:00 |
| UNAM          | 3-0 | Puebla                                      | Olímpico Universitario | 16 de diciembre | 15:00 |

| Tecos UAG                                   | 4-0 | Monterrey     | Tres de Marzo          | 20 de diciembre | 20:30 |
| Cruz Azul                                   | 1-2 | UNAM          | Azteca                 | 20 de diciembre | 20:45 |
| Tigres UANL                                 | 4-1 | U. de G.      | Universitario          | 21 de diciembre | 17:00 |
| Atlante                                     | 2-2 | Santos Laguna | Azulgrana              | 21 de diciembre | 17:00 |
| Atlas                                       | 1-1 | Toluca        | Jalisco                | 21 de diciembre | 20:45 |
| Archivo:Correcaminos 2.png Correcaminos UAT | 1-0 | León          | Marte R. Gómez         | 22 de diciembre | 12:00 |
| América                                     | 1-5 | Necaxa        | Azteca                 | 22 de diciembre | 12:00 |
| Cobras                                      | 1-1 | Guadalajara   | Olímpico Benito Juárez | 22 de diciembre | 12:00 |
| Querétaro                                   | 2-3 | Veracruz      | Corregidora            | 22 de diciembre | 12:00 |
| Atlético Morelia                            | 0-0 | Puebla        | Morelos                | 22 de diciembre | 12:00 |

| UNAM             | 2-1 | Querétaro                                   | Olímpico Universitario | 28 de diciembre | 15:00 |
| Veracruz         | 1-1 | Tigres UANL                                 | Luis Pirata Fuente     | 28 de diciembre | 16:00 |
| Monterrey        | 0-0 | Archivo:Correcaminos 2.png Correcaminos UAT | Tecnológico            | 28 de diciembre | 17:00 |
| U. de G.         | 1-1 | Cobras                                      | Jalisco                | 28 de diciembre | 20:45 |
| Toluca           | 3-1 | Tecos UAG                                   | La Bombonera           | 29 de diciembre | 11:00 |
| Guadalajara      | 1-0 | Atlas                                       | Jalisco                | 29 de diciembre | 12:00 |
| León             | 1-0 | América                                     | Nou Camp               | 29 de diciembre | 12:00 |
| Atlético Morelia | 2-2 | Santos Laguna                               | Morelos                | 29 de diciembre | 12:00 |
| Puebla           | 2-1 | Cruz Azul                                   | Cuauhtémoc             | 29 de diciembre | 12:00 |
| Necaxa           | 1-2 | Atlante                                     | Azteca                 | 29 de diciembre | 12:00 |

| Atlante                                     | 2-2 | León             | Azulgrana              | 3 de enero | 20:00 |
| Tigres UANL                                 | 2-0 | UNAM             | Universitario          | 4 de enero | 17:00 |
| Cruz Azul                                   | 1-0 | Atlético Morelia | Azteca                 | 4 de enero | 17:00 |
| Atlas                                       | 2-2 | U. de G.         | Jalisco                | 4 de enero | 20:45 |
| América                                     | 2-0 | Monterrey        | Azteca                 | 5 de enero | 12:00 |
| Archivo:Correcaminos 2.png Correcaminos UAT | 1-0 | Toluca           | Marte R. Gómez         | 5 de enero | 12:00 |
| Tecos UAG                                   | 0-0 | Guadalajara      | Tres de Marzo          | 5 de enero | 12:00 |
| Cobras                                      | 1-1 | Veracruz         | Olímpico Benito Juárez | 5 de enero | 12:00 |
| Querétaro                                   | 1-1 | Puebla           | Corregidora            | 5 de enero | 12:00 |
| Santos Laguna                               | 0-2 | Necaxa           | Corona                 | 5 de enero | 16:00 |

### Segunda Vuelta
| Necaxa                                      | 0-0 | Atlético Morelia | Azteca                 | 10 de enero | 20:45 |
| Atlante                                     | 3-0 | Monterrey        | Azulgrana              | 11 de enero | 17:00 |
| Tigres UANL                                 | 3-1 | Puebla           | Universitario          | 11 de enero | 17:00 |
| Atlas                                       | 1-2 | Veracruz         | Jalisco                | 11 de enero | 20:45 |
| Archivo:Correcaminos 2.png Correcaminos UAT | 1-0 | Guadalajara      | Marte R. Gómez         | 12 de enero | 12:00 |
| Tecos UAG                                   | 2-1 | U. de G.         | Tres de Marzo          | 12 de enero | 12:00 |
| Cobras                                      | 1-1 | UNAM             | Olímpico Benito Juárez | 12 de enero | 12:00 |
| Querétaro                                   | 0-3 | Cruz Azul        | Corregidora            | 12 de enero | 12:00 |
| América                                     | 3-2 | Toluca           | Azteca                 | 12 de enero | 12:00 |
| Santos Laguna                               | 4-1 | León             | Corona                 | 12 de enero | 16:00 |

| UNAM             | 2-0 | Atlas                                       | Olímpico Universitario | 18 de enero   | 15:00 |
| Veracruz         | 1-0 | Tecos UAG                                   | Luis Pirata Fuente     | 18 de enero   | 16:00 |
| Monterrey        | 2-1 | Santos Laguna                               | Tecnológico            | 18 de enero   | 17:00 |
| Toluca           | 4-2 | Atlante                                     | La Bombonera           | 19 de enero   | 11:00 |
| Guadalajara      | 0-0 | América                                     | Jalisco                | 19 de enero   | 12:00 |
| Cruz Azul        | 2-1 | Tigres UANL                                 | Azteca                 | 19 de enero   | 12:00 |
| León             | 3-1 | Necaxa                                      | Nou Camp               | 19 de enero   | 12:00 |
| Puebla           | 3-1 | Cobras                                      | Cuauhtémoc             | 19 de enero   | 12:00 |
| Atlético Morelia | 2-1 | Querétaro                                   | Morelos                | 19 de enero   | 12:00 |
| U. de G.         | 2-2 | Archivo:Correcaminos 2.png Correcaminos UAT | Jalisco                | 26 de febrero | 20:45 |

| Tecos UAG                                   | 2-2 | UNAM             | Tres de Marzo          | 24 de enero | 20:30 |
| Necaxa                                      | 5-1 | Monterrey        | Azteca                 | 24 de enero | 20:45 |
| Tigres UANL                                 | 3-1 | Querétaro        | Universitario          | 25 de enero | 17:00 |
| Atlante                                     | 1-1 | Guadalajara      | Azulgrana              | 25 de enero | 20:45 |
| América                                     | 1-0 | U. de G.         | Azteca                 | 26 de enero | 12:00 |
| Archivo:Correcaminos 2.png Correcaminos UAT | 1-3 | Veracruz         | Marte R. Gómez         | 26 de enero | 12:00 |
| Cobras                                      | 1-1 | Cruz Azul        | Olímpico Benito Juárez | 26 de enero | 12:00 |
| León                                        | 2-2 | Atlético Morelia | Nou Camp               | 26 de enero | 12:00 |
| Atlas                                       | 0-0 | Puebla           | Jalisco                | 26 de enero | 12:00 |
| Santos Laguna                               | 3-1 | Toluca           | Corona                 | 26 de enero | 16:00 |

| Puebla           | 1-1 | Tecos UAG                                   | Cuauhtémoc             | 29 de enero | 15:30 |
| Toluca           | 3-3 | Necaxa                                      | La Bombonera           | 29 de enero | 15:30 |
| Atlético Morelia | 1-0 | Tigres UANL                                 | Morelos                | 29 de enero | 16:00 |
| Querétaro        | 0-1 | Cobras                                      | Corregidora            | 29 de enero | 20:15 |
| Guadalajara      | 1-0 | Santos Laguna                               | Jalisco                | 29 de enero | 20:45 |
| Monterrey        | 2-0 | León                                        | Tecnológico            | 29 de enero | 20:45 |
| Cruz Azul        | 1-1 | Atlas                                       | Azteca                 | 29 de enero | 20:45 |
| Veracruz         | 1-1 | América                                     | Luis Pirata Fuente     | 29 de enero | 21:00 |
| UNAM             | 0-0 | Archivo:Correcaminos 2.png Correcaminos UAT | Olímpico Universitario | 30 de enero | 15:00 |
| U. de G.         | 1-1 | Atlante                                     | Jalisco                | 30 de enero | 20:45 |

| Necaxa                                      | 1-1 | Guadalajara      | Azteca                 | 1 de febrero | 12:00 |
| Monterrey                                   | 1-1 | Atlético Morelia | Tecnológico            | 1 de febrero | 17:00 |
| Atlas                                       | 1-1 | Querétaro        | Jalisco                | 1 de febrero | 20:45 |
| América                                     | 0-1 | UNAM             | Azteca                 | 2 de febrero | 12:00 |
| Archivo:Correcaminos 2.png Correcaminos UAT | 3-2 | Puebla           | Marte R. Gómez         | 2 de febrero | 12:00 |
| Tecos UAG                                   | 1-2 | Cruz Azul        | Jalisco                | 2 de febrero | 12:00 |
| Cobras                                      | 0-0 | Tigres UANL      | Olímpico Benito Juárez | 2 de febrero | 12:00 |
| León                                        | 1-0 | Toluca           | Nou Camp               | 2 de febrero | 12:00 |
| Santos Laguna                               | 2-1 | U. de G.         | Corona                 | 2 de febrero | 16:00 |
| Atlante                                     | 1-2 | Veracruz         | Azulgrana              | 3 de febrero | 20:00 |

| Veracruz         | 2-0 | Santos Laguna                               | Luis Pirata Fuente     | 8 de febrero | 16:00 |
| Cruz Azul        | 2-2 | Archivo:Correcaminos 2.png Correcaminos UAT | Azteca                 | 8 de febrero | 17:00 |
| Tigres UANL      | 2-3 | Atlas                                       | Universitario          | 8 de febrero | 17:00 |
| U. de G.         | 1-2 | Necaxa                                      | Jalisco                | 8 de febrero | 20:45 |
| Toluca           | 1-0 | Monterrey                                   | La Bombonera           | 9 de febrero | 11:00 |
| UNAM             | 0-2 | Atlante                                     | Olímpico Universitario | 9 de febrero | 12:00 |
| Puebla           | 3-1 | América                                     | Cuauhtémoc             | 9 de febrero | 12:00 |
| Querétaro        | 1-1 | Tecos UAG                                   | Corregidora            | 9 de febrero | 12:00 |
| Atlético Morelia | 2-1 | Cobras                                      | Olímpico Benito Juárez | 9 de febrero | 12:00 |
| Guadalajara      | 4-1 | León                                        | Jalisco                | 9 de febrero | 12:00 |

| Tecos UAG                                   | 0-0 | Tigres UANL      | Tres de Marzo  | 14 de febrero | 20:30 |
| Necaxa                                      | 1-1 | Veracruz         | Azteca         | 14 de febrero | 20:45 |
| Atlante                                     | 1-0 | Puebla           | Azulgrana      | 15 de febrero | 17:00 |
| Monterrey                                   | 1-1 | Guadalajara      | Tecnológico    | 15 de febrero | 17:00 |
| Atlas                                       | 1-1 | Cobras           | Jalisco        | 15 de febrero | 20:45 |
| Toluca                                      | 1-1 | Atlético Morelia | La Bombonera   | 16 de febrero | 11:00 |
| América                                     | 1-1 | Cruz Azul        | Azteca         | 16 de febrero | 12:00 |
| León                                        | 3-2 | U. de G.         | Nou Camp       | 16 de febrero | 12:00 |
| Archivo:Correcaminos 2.png Correcaminos UAT | 0-1 | Querétaro        | Marte R. Gómez | 16 de febrero | 12:00 |
| Santos Laguna                               | 0-1 | UNAM             | Corona         | 16 de febrero | 16:00 |

| Puebla           | 2-2 | Santos Laguna                               | Cuauhtémoc             | 19 de febrero | 15:00 |
| UNAM             | 1-1 | Necaxa                                      | Olímpico Universitario | 19 de febrero | 15:00 |
| Atlético Morelia | 1-0 | Atlas                                       | Morelos                | 19 de febrero | 15:30 |
| Cobras           | 0-0 | Tecos UAG                                   | Olímpico Benito Juárez | 19 de febrero | 20:00 |
| Tigres UANL      | 2-0 | Archivo:Correcaminos 2.png Correcaminos UAT | Universitario          | 19 de febrero | 20:30 |
| U. de G.         | 2-0 | Monterrey                                   | Jalisco                | 19 de febrero | 20:45 |
| Querétaro        | 3-3 | América                                     | Nou Camp               | 19 de febrero | 20:45 |
| Veracruz         | 0-1 | León                                        | Luis Pirata Fuente     | 19 de febrero | 21:00 |
| Cruz Azul        | 3-1 | Atlante                                     | Azteca                 | 20 de febrero | 20:45 |
| Guadalajara      | 1-0 | Toluca                                      | Jalisco                | 20 de febrero | 20:45 |

| Necaxa                                      | 1-0 | Puebla           | Azteca         | 22 de febrero | 12:00 |
| Tecos UAG                                   | 1-0 | Atlas            | Tres de Marzo  | 22 de febrero | 12:00 |
| Monterrey                                   | 3-2 | Veracruz         | Tecnológico    | 22 de febrero | 17:00 |
| Toluca                                      | 1-0 | U. de G.         | La Bombonera   | 23 de febrero | 11:00 |
| América                                     | 0-0 | Tigres UANL      | Azteca         | 23 de febrero | 12:00 |
| Guadalajara                                 | 2-0 | Atlético Morelia | Jalisco        | 23 de febrero | 12:00 |
| León                                        | 2-1 | UNAM             | Nou Camp       | 23 de febrero | 12:00 |
| Archivo:Correcaminos 2.png Correcaminos UAT | 1-0 | Cobras           | Marte R. Gómez | 23 de febrero | 12:00 |
| Santos Laguna                               | 1-2 | Cruz Azul        | Corona         | 23 de febrero | 16:00 |
| Atlante                                     | 2-1 | Querétaro        | Azulgrana      | 24 de febrero | 20:00 |

| Veracruz         | 3-0 | Toluca                                      | Luis Pirata Fuente     | 29 de febrero | 16:00 |
| Cruz Azul        | 1-4 | Necaxa                                      | Azteca                 | 29 de febrero | 17:00 |
| Tigres UANL      | 1-0 | Atlante                                     | Universitario          | 29 de febrero | 17:00 |
| Atlas            | 4-1 | Archivo:Correcaminos 2.png Correcaminos UAT | Jalisco                | 29 de febrero | 20:45 |
| UNAM             | 0-0 | Monterrey                                   | Olímpico Universitario | 1 de marzo    | 12:00 |
| Querétaro        | 2-0 | Santos Laguna                               | Corregidora            | 1 de marzo    | 12:00 |
| U. de G.         | 0-1 | Guadalajara                                 | Jalisco                | 1 de marzo    | 12:00 |
| Puebla           | 1-0 | León                                        | Cuauhtémoc             | 1 de marzo    | 12:00 |
| Atlético Morelia | 2-1 | Tecos UAG                                   | Morelos                | 1 de marzo    | 12:00 |
| Cobras           | 0-1 | América                                     | Olímpico Benito Juárez | 1 de marzo    | 12:00 |

| Necaxa                                      | 2-2 | Querétaro        | Azteca         | 13 de marzo | 20:45 |
| Atlante                                     | 2-0 | Cobras           | Azteca         | 14 de marzo | 17:00 |
| Monterrey                                   | 1-1 | Puebla           | Tecnológico    | 14 de marzo | 17:00 |
| U. de G.                                    | 1-0 | Atlético Morelia | Jalisco        | 14 de marzo | 20:45 |
| Toluca                                      | 2-2 | UNAM             | La Bombonera   | 15 de marzo | 11:00 |
| América                                     | 0-0 | Atlas            | Azteca         | 15 de marzo | 12:00 |
| León                                        | 2-2 | Cruz Azul        | Nou Camp       | 15 de marzo | 12:00 |
| Guadalajara                                 | 2-0 | Veracruz         | Jalisco        | 15 de marzo | 12:00 |
| Archivo:Correcaminos 2.png Correcaminos UAT | 0-0 | Tecos UAG        | Marte R. Gómez | 15 de marzo | 12:00 |
| Santos Laguna                               | 2-0 | Tigres UANL      | Corona         | 15 de marzo | 16:00 |

| Tecos UAG        | 0-1 | América                                     | Tres de Marzo          | 7 de marzo  | 20:30 |
| Veracruz         | 2-1 | U. de G.                                    | Luis Pirata Fuente     | 21 de marzo | 16:00 |
| Cruz Azul        | 2-2 | Monterrey                                   | Azteca                 | 21 de marzo | 17:00 |
| Tigres UANL      | 1-2 | Necaxa                                      | Universitario          | 21 de marzo | 17:00 |
| Atlas            | 2-2 | Atlante                                     | Jalisco                | 21 de marzo | 20:45 |
| UNAM             | 1-0 | Guadalajara                                 | Olímpico Universitario | 22 de marzo | 12:00 |
| Puebla           | 0-3 | Toluca                                      | Cuauhtémoc             | 22 de marzo | 12:00 |
| Querétaro        | 1-0 | León                                        | Corregidora            | 22 de marzo | 12:00 |
| Atlético Morelia | 2-3 | Archivo:Correcaminos 2.png Correcaminos UAT | Morelos                | 22 de marzo | 12:00 |
| Cobras           | 4-0 | Santos Laguna                               | Olímpico Benito Juárez | 22 de marzo | 12:00 |

| Necaxa        | 3-1 | Cobras                                      | Azteca             | 27 de marzo | 20:45 |
| Veracruz      | 2-0 | Atlético Morelia                            | Luis Pirata Fuente | 28 de marzo | 16:00 |
| Atlante       | 3-0 | Tecos UAG                                   | Azulgrana          | 28 de marzo | 17:00 |
| Monterrey     | 1-1 | Querétaro                                   | Tecnológico        | 28 de marzo | 17:00 |
| U. de G.      | 0-0 | UNAM                                        | Jalisco            | 28 de marzo | 20:45 |
| Toluca        | 1-1 | Cruz Azul                                   | La Bombonera       | 29 de marzo | 11:00 |
| América       | 1-1 | Archivo:Correcaminos 2.png Correcaminos UAT | Azteca             | 29 de marzo | 12:00 |
| León          | 1-1 | Tigres UANL                                 | Nou Camp           | 29 de marzo | 12:00 |
| Guadalajara   | 1-1 | Puebla                                      | Jalisco            | 29 de marzo | 12:00 |
| Santos Laguna | 0-0 | Atlas                                       | Corona             | 29 de marzo | 16:00 |

| Tecos UAG                                   | 1-0 | Santos Laguna | Tres de Marzo          | 3 de abril | 20:30 |
| Cruz Azul                                   | 2-4 | Guadalajara   | Azteca                 | 4 de abril | 17:00 |
| Tigres UANL                                 | 1-1 | Monterrey     | Universitario          | 4 de abril | 17:00 |
| Atlas                                       | 0-0 | Necaxa        | Jalisco                | 4 de abril | 20:45 |
| Archivo:Correcaminos 2.png Correcaminos UAT | 2-3 | Atlante       | Marte R. Gómez         | 5 de abril | 12:00 |
| Atlético Morelia                            | 0-0 | América       | Morelos                | 5 de abril | 12:00 |
| Puebla                                      | 2-0 | U. de G.      | Cuauhtémoc             | 5 de abril | 12:00 |
| Querétaro                                   | 1-0 | Toluca        | Corregidora            | 5 de abril | 12:00 |
| UNAM                                        | 2-1 | Veracruz      | Olímpico Universitario | 5 de abril | 12:00 |
| Cobras                                      | 0-1 | León          | Olímpico Benito Juárez | 5 de abril | 12:00 |

| Atlante       | 1-0 | América                                     | Azulgrana              | 10 de abril | 20:00 |
| UNAM          | 2-1 | Atlético Morelia                            | Olímpico Universitario | 11 de abril | 15:00 |
| Veracruz      | 3-1 | Puebla                                      | Luis Pirata Fuente     | 11 de abril | 16:00 |
| Monterrey     | 3-1 | Cobras                                      | Tecnológico            | 11 de abril | 17:00 |
| U. de G.      | 1-2 | Cruz Azul                                   | Jalisco                | 11 de abril | 20:45 |
| Toluca        | 3-0 | Tigres UANL                                 | La Bombonera           | 12 de abril | 11:00 |
| Necaxa        | 2-1 | Tecos UAG                                   | Azteca                 | 12 de abril | 12:00 |
| Guadalajara   | 2-0 | Querétaro                                   | Jalisco                | 12 de abril | 12:00 |
| León          | 3-0 | Atlas                                       | Nou Camp               | 12 de abril | 12:00 |
| Santos Laguna | 1-0 | Archivo:Correcaminos 2.png Correcaminos UAT | Corona                 | 12 de abril | 16:00 |

| Cruz Azul                                   | 2-1 | Veracruz      | Azteca                 | 18 de abril | 17:00 |
| Tigres UANL                                 | 1-1 | Guadalajara   | Universitario          | 18 de abril | 17:00 |
| Atlas                                       | 0-1 | Monterrey     | Jalisco                | 18 de abril | 20:45 |
| América                                     | 3-0 | Santos Laguna | Azteca                 | 19 de abril | 12:00 |
| Querétaro                                   | 5-2 | U. de G.      | Corregidora            | 19 de abril | 12:00 |
| Tecos UAG                                   | 0-1 | León          | Tres de Marzo          | 19 de abril | 12:00 |
| Atlético Morelia                            | 2-2 | Atlante       | Morelos                | 19 de abril | 12:00 |
| Puebla                                      | 1-1 | UNAM          | Cuauhtémoc             | 19 de abril | 12:00 |
| Cobras                                      | 0-1 | Toluca        | Olímpico Benito Juárez | 19 de abril | 12:00 |
| Archivo:Correcaminos 2.png Correcaminos UAT | 2-2 | Necaxa        | Marte R. Gómez         | 19 de abril | 12:00 |

| Monterrey     | 2-0 | Tecos UAG                                   | Tecnológico            | 24 de abril | 20:45 |
| UNAM          | 2-2 | Cruz Azul                                   | Olímpico Universitario | 25 de abril | 15:00 |
| Veracruz      | 0-0 | Querétaro                                   | Luis Pirata Fuente     | 25 de abril | 16:00 |
| Toluca        | 1-0 | Atlas                                       | La Bombonera           | 26 de abril | 11:00 |
| Necaxa        | 2-1 | América                                     | Azteca                 | 26 de abril | 12:00 |
| León          | 2-2 | Archivo:Correcaminos 2.png Correcaminos UAT | Nou Camp               | 26 de abril | 12:00 |
| Puebla        | 1-1 | Atlético Morelia                            | Cuauhtémoc             | 26 de abril | 12:00 |
| Santos Laguna | 0-1 | Atlante                                     | Corona                 | 26 de abril | 16:00 |
| U. de G.      | 2-2 | Tigres UANL                                 | Jalisco                | 29 de abril | 20:45 |
| Guadalajara   | 2-1 | Cobras                                      | Jalisco                | 6 de mayo   | 20:45 |

| Atlante                                     | 1-3 | Necaxa           | Azulgrana              | 1 de mayo | 17:00 |
| Tecos UAG                                   | 0-1 | Toluca           | Tres de Marzo          | 1 de mayo | 20:30 |
| Cruz Azul                                   | 2-2 | Puebla           | Azteca                 | 2 de mayo | 17:00 |
| Tigres UANL                                 | 2-1 | Veracruz         | Universitario          | 2 de mayo | 17:00 |
| Atlas                                       | 2-2 | Guadalajara      | Jalisco                | 2 de mayo | 20:45 |
| América                                     | 1-1 | León             | Azteca                 | 3 de mayo | 12:00 |
| Querétaro                                   | 2-0 | UNAM             | Corregidora            | 3 de mayo | 12:00 |
| Cobras                                      | 1-5 | U. de G.         | Olímpico Benito Juárez | 3 de mayo | 12:00 |
| Archivo:Correcaminos 2.png Correcaminos UAT | 1-0 | Monterrey        | Marte R. Gómez         | 3 de mayo | 12:00 |
| Santos Laguna                               | 3-1 | Atlético Morelia | Corona                 | 3 de mayo | 16:00 |

| UNAM             | 1-3 | Tigres UANL                                 | Olímpico Universitario | 9 de mayo  | 15:00 |
| Puebla           | 3-0 | Querétaro                                   | Cuauhtémoc             | 9 de mayo  | 15:00 |
| Veracruz         | 5-2 | Cobras                                      | Luis Pirata Fuente     | 9 de mayo  | 16:00 |
| Monterrey        | 2-1 | América                                     | Tecnológico            | 9 de mayo  | 17:00 |
| U. de G.         | 0-1 | Atlas                                       | Jalisco                | 9 de mayo  | 20:45 |
| Toluca           | 3-1 | Archivo:Correcaminos 2.png Correcaminos UAT | La Bombonera           | 10 de mayo | 11:00 |
| Necaxa           | 4-1 | Santos Laguna                               | Azteca                 | 10 de mayo | 12:00 |
| Guadalajara      | 1-1 | Tecos UAG                                   | Jalisco                | 10 de mayo | 12:00 |
| León             | 2-0 | Atlante                                     | Nou Camp               | 10 de mayo | 12:00 |
| Atlético Morelia | 0-2 | Cruz Azul                                   | Morelos                | 10 de mayo | 12:00 |

## Tabla General
| Pos. | Equipo           | Pts. | PJ | G  | E  | P  | GF | GC | Dif. | Clasificación                   |
| ---- | ---------------- | ---- | -- | -- | -- | -- | -- | -- | ---- | ------------------------------- |
| 1    | Atlante          | 50   | 38 | 19 | 12 | 7  | 65 | 47 | +18  | Cuartos de final de la liguilla |
| 2    | Necaxa           | 46   | 38 | 16 | 14 | 8  | 67 | 46 | +21  | Cuartos de final de la liguilla |
| 3    | Guadalajara      | 45   | 38 | 13 | 19 | 6  | 41 | 31 | +10  | Cuartos de final de la liguilla |
| 4    | León (C)         | 45   | 38 | 15 | 15 | 8  | 47 | 38 | +9   | Cuartos de final de la liguilla |
| 5    | UNAM             | 44   | 38 | 15 | 14 | 9  | 53 | 41 | +12  | Cuartos de final de la liguilla |
| 6    | Cruz Azul        | 44   | 38 | 15 | 14 | 9  | 60 | 52 | +8   | Reclasificación a liguilla      |
| 7    | Puebla           | 41   | 38 | 13 | 15 | 10 | 44 | 42 | +2   | Cuartos de final de la liguilla |
| 8    | Veracruz         | 40   | 38 | 16 | 8  | 14 | 53 | 44 | +9   | Reclasificación a liguilla      |
| 9    | Correcaminos UAT | 40   | 38 | 14 | 12 | 12 | 47 | 43 | +4   | Reclasificación a liguilla      |
| 10   | América          | 40   | 38 | 13 | 14 | 11 | 46 | 45 | +1   | Reclasificación a liguilla      |
| 11   | Tigres           | 39   | 38 | 14 | 11 | 13 | 53 | 51 | +2   |                                 |
| 12   | Toluca           | 38   | 38 | 13 | 12 | 13 | 47 | 49 | −2   |                                 |
| 13   | Monterrey        | 37   | 38 | 12 | 13 | 13 | 41 | 49 | −8   |                                 |
| 14   | Atlas            | 35   | 38 | 9  | 17 | 12 | 37 | 38 | −1   |                                 |
| 15   | Atlético Morelia | 35   | 38 | 10 | 15 | 13 | 41 | 47 | −6   |                                 |
| 16   | Santos           | 34   | 38 | 12 | 10 | 16 | 42 | 51 | −9   |                                 |
| 17   | Querétaro        | 31   | 38 | 9  | 13 | 16 | 37 | 50 | −13  |                                 |
| 18   | Tecos UAG        | 29   | 38 | 8  | 13 | 17 | 35 | 47 | −12  |                                 |
| 19   | U de G           | 27   | 38 | 8  | 11 | 19 | 42 | 60 | −18  |                                 |
| 20   | Cobras (D)       | 20   | 38 | 5  | 10 | 23 | 33 | 60 | −27  | Descenso de categoría           |

 Fuente: [cita requerida]

### Grupos

#### Grupo 1
| Pos. | Equipo     | Pts. | PJ | G  | E  | P  | GF | GC | Dif. | Clasificación                   |
| ---- | ---------- | ---- | -- | -- | -- | -- | -- | -- | ---- | ------------------------------- |
| 1    | UNAM       | 44   | 38 | 15 | 14 | 9  | 53 | 41 | +12  | Cuartos de final de la liguilla |
| 2    | Veracruz   | 40   | 38 | 16 | 8  | 14 | 53 | 44 | +9   | Reclasificación a liguilla      |
| 3    | Atlas      | 35   | 38 | 9  | 17 | 12 | 37 | 38 | −1   |                                 |
| 4    | Tecos UAG  | 29   | 38 | 8  | 13 | 17 | 35 | 47 | −12  |                                 |
| 5    | Cobras (D) | 20   | 38 | 5  | 10 | 23 | 33 | 60 | −27  | Descenso de categoría           |

 Fuente: [cita requerida]

#### Grupo 2
| Pos. | Equipo           | Pts. | PJ | G  | E  | P  | GF | GC | Dif. | Clasificación                   |
| ---- | ---------------- | ---- | -- | -- | -- | -- | -- | -- | ---- | ------------------------------- |
| 1    | Guadalajara      | 45   | 38 | 13 | 19 | 6  | 41 | 31 | +10  | Cuartos de final de la liguilla |
| 2    | Puebla           | 41   | 38 | 13 | 15 | 10 | 44 | 42 | +2   | Cuartos de final de la liguilla |
| 3    | Correcaminos UAT | 40   | 38 | 14 | 12 | 12 | 47 | 43 | +4   | Reclasificación a liguilla      |
| 4    | Monterrey        | 37   | 38 | 12 | 13 | 13 | 41 | 49 | −8   |                                 |
| 5    | Querétaro        | 31   | 38 | 9  | 13 | 16 | 37 | 50 | −13  |                                 |

 Fuente: [cita requerida]

#### Grupo 3
| Pos. | Equipo    | Pts. | PJ | G  | E  | P  | GF | GC | Dif. | Clasificación                   |
| ---- | --------- | ---- | -- | -- | -- | -- | -- | -- | ---- | ------------------------------- |
| 1    | Necaxa    | 46   | 38 | 16 | 14 | 8  | 67 | 46 | +21  | Cuartos de final de la liguilla |
| 2    | León (C)  | 45   | 38 | 15 | 15 | 8  | 47 | 38 | +9   | Cuartos de final de la liguilla |
| 3    | Cruz Azul | 44   | 38 | 15 | 14 | 9  | 60 | 52 | +8   | Reclasificación a liguilla      |
| 4    | Toluca    | 38   | 38 | 13 | 12 | 13 | 47 | 49 | −2   |                                 |
| 5    | Santos    | 34   | 38 | 12 | 10 | 16 | 42 | 51 | −9   |                                 |

 Fuente: [cita requerida]

#### Grupo 4
| Pos. | Equipo           | Pts. | PJ | G  | E  | P  | GF | GC | Dif. | Clasificación                   |
| ---- | ---------------- | ---- | -- | -- | -- | -- | -- | -- | ---- | ------------------------------- |
| 1    | Atlante          | 50   | 38 | 19 | 12 | 7  | 65 | 47 | +18  | Cuartos de final de la liguilla |
| 2    | América          | 40   | 38 | 13 | 14 | 11 | 46 | 45 | +1   | Reclasificación a liguilla      |
| 3    | Tigres           | 39   | 38 | 14 | 11 | 13 | 53 | 51 | +2   |                                 |
| 4    | Atlético Morelia | 35   | 38 | 10 | 15 | 13 | 41 | 47 | −6   |                                 |
| 5    | U de G           | 27   | 38 | 8  | 11 | 19 | 42 | 60 | −18  |                                 |

 Fuente: [cita requerida]

## Fase Final

### Repechaje
- América 2-0; 0-4 Cruz Azul
- Correcaminos 2-0; 1-4 Veracruz

### Liguilla
|  | Reclasificación                                      | Reclasificación                                      | Reclasificación                                      | Reclasificación                                      | Reclasificación                                      |   |   | Cuartos de final                                               | Cuartos de final                                               | Cuartos de final                                               | Cuartos de final                                               | Cuartos de final                                               |   |   | Semifinales                                                            | Semifinales                                                            | Semifinales                                                            | Semifinales                                                            | Semifinales                                                            |  |   | Final                                                | Final                                                | Final                                                | Final                                                | Final                                                |  |
|  | 13 de mayo de 1992 (ida) 16 de mayo de 1992 (vuelta) | 13 de mayo de 1992 (ida) 16 de mayo de 1992 (vuelta) | 13 de mayo de 1992 (ida) 16 de mayo de 1992 (vuelta) | 13 de mayo de 1992 (ida) 16 de mayo de 1992 (vuelta) | 13 de mayo de 1992 (ida) 16 de mayo de 1992 (vuelta) |   |   | 20 y 21 de mayo de 1992 (ida) 23 y 24 de mayo de 1992 (vuelta) | 20 y 21 de mayo de 1992 (ida) 23 y 24 de mayo de 1992 (vuelta) | 20 y 21 de mayo de 1992 (ida) 23 y 24 de mayo de 1992 (vuelta) | 20 y 21 de mayo de 1992 (ida) 23 y 24 de mayo de 1992 (vuelta) | 20 y 21 de mayo de 1992 (ida) 23 y 24 de mayo de 1992 (vuelta) |   |   | 27 y 28 de mayo de 1992 (ida) 31 de mayo y 1 de junio de 1992 (vuelta) | 27 y 28 de mayo de 1992 (ida) 31 de mayo y 1 de junio de 1992 (vuelta) | 27 y 28 de mayo de 1992 (ida) 31 de mayo y 1 de junio de 1992 (vuelta) | 27 y 28 de mayo de 1992 (ida) 31 de mayo y 1 de junio de 1992 (vuelta) | 27 y 28 de mayo de 1992 (ida) 31 de mayo y 1 de junio de 1992 (vuelta) |  |   | 4 de junio de 1992 (ida) 7 de junio de 1992 (vuelta) | 4 de junio de 1992 (ida) 7 de junio de 1992 (vuelta) | 4 de junio de 1992 (ida) 7 de junio de 1992 (vuelta) | 4 de junio de 1992 (ida) 7 de junio de 1992 (vuelta) | 4 de junio de 1992 (ida) 7 de junio de 1992 (vuelta) |  |
|  |                                                      |                                                      |                                                      |                                                      |                                                      |   |   |                                                                |                                                                |                                                                |                                                                |                                                                |   |   |                                                                        |                                                                        |                                                                        |                                                                        |                                                                        |  |   |                                                      |                                                      |                                                      |                                                      |                                                      |  |
|  |                                                      |                                                      |                                                      |                                                      |                                                      |   |   |                                                                |                                                                |                                                                |                                                                |                                                                |   |   |                                                                        |                                                                        |                                                                        |                                                                        |                                                                        |  |   |                                                      |                                                      |                                                      |                                                      |                                                      |  |
|  |                                                      |                                                      |                                                      |                                                      |                                                      |   |   |                                                                |                                                                |                                                                |                                                                |                                                                |   |   |                                                                        |                                                                        |                                                                        |                                                                        |                                                                        |  |   |                                                      |                                                      |                                                      |                                                      |                                                      |  |
|  |                                                      |                                                      |                                                      |                                                      |                                                      |   |   |                                                                |                                                                |                                                                |                                                                |                                                                |   |   |                                                                        |                                                                        |                                                                        |                                                                        |                                                                        |  |   |                                                      |                                                      |                                                      |                                                      |                                                      |  |
|  |                                                      |                                                      |                                                      |                                                      |                                                      |   |   |                                                                |                                                                |                                                                |                                                                |                                                                |   |   |                                                                        |                                                                        |                                                                        |                                                                        |                                                                        |  |   |                                                      |                                                      |                                                      |                                                      |                                                      |  |
|  |                                                      | 4                                                    | León                                                 | 1                                                    | 1                                                    | 2 |   |                                                                |                                                                |                                                                |                                                                |                                                                |   |   |                                                                        |                                                                        |                                                                        |                                                                        |                                                                        |  |   |                                                      |                                                      |                                                      |                                                      |                                                      |  |
|  |                                                      |                                                      |                                                      |                                                      |                                                      | 2 |   |                                                                |                                                                |                                                                |                                                                |                                                                |   |   |                                                                        |                                                                        |                                                                        |                                                                        |                                                                        |  |   |                                                      |                                                      |                                                      |                                                      |                                                      |  |
|  |                                                      |                                                      | 5                                                    | UNAM                                                 | 0                                                    | 0 | 0 |                                                                |                                                                |                                                                |                                                                |                                                                |   |   |                                                                        |                                                                        |                                                                        |                                                                        |                                                                        |  |   |                                                      |                                                      |                                                      |                                                      |                                                      |  |
|  |                                                      |                                                      | 5                                                    | UNAM                                                 | 0                                                    | 0 | 0 |                                                                |                                                                |                                                                |                                                                |                                                                |   |   |                                                                        |                                                                        |                                                                        |                                                                        |                                                                        |  |   |                                                      |                                                      |                                                      |                                                      |                                                      |  |
|  |                                                      |                                                      |                                                      |                                                      |                                                      |   |   |                                                                |                                                                |                                                                |                                                                |                                                                |   |   |                                                                        |                                                                        |                                                                        |                                                                        |                                                                        |  |   |                                                      |                                                      |                                                      |                                                      |                                                      |  |
|  |                                                      |                                                      |                                                      |                                                      |                                                      |   |   |                                                                |                                                                |                                                                |                                                                |                                                                |   |   |                                                                        |                                                                        |                                                                        |                                                                        |                                                                        |  |   |                                                      |                                                      |                                                      |                                                      |                                                      |  |
|  |                                                      |                                                      |                                                      |                                                      |                                                      |   |   |                                                                | 4                                                              | León (v.)                                                      | 1                                                              | 2                                                              | 3 |   |                                                                        |                                                                        |                                                                        |                                                                        |                                                                        |  |   |                                                      |                                                      |                                                      |                                                      |                                                      |  |
|  |                                                      |                                                      |                                                      |                                                      |                                                      |   |   |                                                                |                                                                |                                                                |                                                                |                                                                | 3 |   |                                                                        |                                                                        |                                                                        |                                                                        |                                                                        |  |   |                                                      |                                                      |                                                      |                                                      |                                                      |  |
|  |                                                      |                                                      | 6                                                    | Cruz Azul                                            | 3                                                    | 0 | 3 |                                                                |                                                                |                                                                |                                                                |                                                                |   |   |                                                                        |                                                                        |                                                                        |                                                                        |                                                                        |  |   |                                                      |                                                      |                                                      |                                                      |                                                      |  |
|  |                                                      |                                                      | 6                                                    | Cruz Azul                                            | 3                                                    | 0 | 3 |                                                                |                                                                |                                                                |                                                                |                                                                |   |   |                                                                        |                                                                        |                                                                        |                                                                        |                                                                        |  |   |                                                      |                                                      |                                                      |                                                      |                                                      |  |
|  |                                                      |                                                      |                                                      |                                                      |                                                      |   |   |                                                                |                                                                |                                                                |                                                                |                                                                |   |   |                                                                        |                                                                        |                                                                        |                                                                        |                                                                        |  |   |                                                      |                                                      |                                                      |                                                      |                                                      |  |
|  |                                                      |                                                      |                                                      |                                                      |                                                      |   |   |                                                                |                                                                |                                                                |                                                                |                                                                |   |   |                                                                        |                                                                        |                                                                        |                                                                        |                                                                        |  |   |                                                      |                                                      |                                                      |                                                      |                                                      |  |
|  |                                                      | 1                                                    | Atlante                                              | 3                                                    | 2                                                    | 5 |   |                                                                |                                                                |                                                                |                                                                |                                                                |   |   |                                                                        |                                                                        |                                                                        |                                                                        |                                                                        |  |   |                                                      |                                                      |                                                      |                                                      |                                                      |  |
|  |                                                      |                                                      |                                                      |                                                      |                                                      | 5 |   |                                                                |                                                                |                                                                |                                                                |                                                                |   |   |                                                                        |                                                                        |                                                                        |                                                                        |                                                                        |  |   |                                                      |                                                      |                                                      |                                                      |                                                      |  |
|  |                                                      |                                                      | 6                                                    | Cruz Azul (v.)                                       | 1                                                    | 4 | 5 |                                                                |                                                                |                                                                |                                                                |                                                                |   |   |                                                                        |                                                                        |                                                                        |                                                                        |                                                                        |  |   |                                                      |                                                      |                                                      |                                                      |                                                      |  |
|  | 6                                                    | Cruz Azul                                            | 6                                                    | Cruz Azul (v.)                                       | 1                                                    | 4 | 5 | 4                                                              | 0                                                              | 4                                                              |                                                                |                                                                |   |   |                                                                        |                                                                        |                                                                        |                                                                        |                                                                        |  |   |                                                      |                                                      |                                                      |                                                      |                                                      |  |
|  | 6                                                    | Cruz Azul                                            |                                                      |                                                      |                                                      |   |   |                                                                |                                                                | 4                                                              |                                                                |                                                                |   |   |                                                                        |                                                                        |                                                                        |                                                                        |                                                                        |  |   |                                                      |                                                      |                                                      |                                                      |                                                      |  |
|  | 10                                                   | América                                              | 0                                                    | 2                                                    | 2                                                    |   |   |                                                                |                                                                |                                                                |                                                                |                                                                |   |   |                                                                        |                                                                        |                                                                        |                                                                        |                                                                        |  |   |                                                      |                                                      |                                                      |                                                      |                                                      |  |
|  | 10                                                   | América                                              | 0                                                    | 2                                                    | 2                                                    |   |   |                                                                |                                                                |                                                                |                                                                |                                                                |   |   |                                                                        |                                                                        |                                                                        |                                                                        |                                                                        |  | 4 | León (t. s.)                                         | 0                                                    | 2                                                    | 2                                                    |                                                      |  |
|  |                                                      |                                                      |                                                      |                                                      |                                                      |   |   |                                                                |                                                                |                                                                |                                                                |                                                                |   |   |                                                                        |                                                                        |                                                                        |                                                                        |                                                                        |  | 4 | León (t. s.)                                         | 0                                                    | 2                                                    | 2                                                    |                                                      |  |
|  |                                                      |                                                      | 7                                                    | Puebla                                               | 0                                                    | 0 | 0 |                                                                |                                                                |                                                                |                                                                |                                                                |   |   |                                                                        |                                                                        |                                                                        |                                                                        |                                                                        |  |   |                                                      |                                                      |                                                      |                                                      |                                                      |  |
|  |                                                      |                                                      | 7                                                    | Puebla                                               | 0                                                    | 0 | 0 |                                                                |                                                                |                                                                |                                                                |                                                                |   |   |                                                                        |                                                                        |                                                                        |                                                                        |                                                                        |  |   |                                                      |                                                      |                                                      |                                                      |                                                      |  |
|  |                                                      |                                                      |                                                      |                                                      |                                                      |   |   |                                                                |                                                                |                                                                |                                                                |                                                                |   |   |                                                                        |                                                                        |                                                                        |                                                                        |                                                                        |  |   |                                                      |                                                      |                                                      |                                                      |                                                      |  |
|  |                                                      |                                                      |                                                      |                                                      |                                                      |   |   |                                                                |                                                                |                                                                |                                                                |                                                                |   |   |                                                                        |                                                                        |                                                                        |                                                                        |                                                                        |  |   |                                                      |                                                      |                                                      |                                                      |                                                      |  |
|  |                                                      | 2                                                    | Necaxa                                               | 2                                                    | 4                                                    | 6 |   |                                                                |                                                                |                                                                |                                                                |                                                                |   |   |                                                                        |                                                                        |                                                                        |                                                                        |                                                                        |  |   |                                                      |                                                      |                                                      |                                                      |                                                      |  |
|  |                                                      |                                                      |                                                      |                                                      |                                                      | 6 |   |                                                                |                                                                |                                                                |                                                                |                                                                |   |   |                                                                        |                                                                        |                                                                        |                                                                        |                                                                        |  |   |                                                      |                                                      |                                                      |                                                      |                                                      |  |
|  |                                                      |                                                      | 8                                                    | Veracruz                                             | 2                                                    | 0 | 2 |                                                                |                                                                |                                                                |                                                                |                                                                |   |   |                                                                        |                                                                        |                                                                        |                                                                        |                                                                        |  |   |                                                      |                                                      |                                                      |                                                      |                                                      |  |
|  | 8                                                    | Veracruz                                             | 8                                                    | Veracruz                                             | 2                                                    | 0 | 2 | 0                                                              | 4                                                              | 4                                                              |                                                                |                                                                |   |   |                                                                        |                                                                        |                                                                        |                                                                        |                                                                        |  |   |                                                      |                                                      |                                                      |                                                      |                                                      |  |
|  | 8                                                    | Veracruz                                             |                                                      |                                                      |                                                      |   |   |                                                                |                                                                | 4                                                              |                                                                |                                                                |   |   |                                                                        |                                                                        |                                                                        |                                                                        |                                                                        |  |   |                                                      |                                                      |                                                      |                                                      |                                                      |  |
|  | 9                                                    | Correcaminos UAT                                     | 2                                                    | 1                                                    | 3                                                    |   |   |                                                                |                                                                |                                                                |                                                                |                                                                |   |   |                                                                        |                                                                        |                                                                        |                                                                        |                                                                        |  |   |                                                      |                                                      |                                                      |                                                      |                                                      |  |
|  | 9                                                    | Correcaminos UAT                                     | 2                                                    | 1                                                    | 3                                                    |   |   |                                                                |                                                                |                                                                |                                                                |                                                                |   | 2 | Necaxa                                                                 | 2                                                                      | 0                                                                      | 2                                                                      |                                                                        |  |   |                                                      |                                                      |                                                      |                                                      |                                                      |  |
|  |                                                      |                                                      |                                                      |                                                      |                                                      |   |   |                                                                |                                                                |                                                                |                                                                |                                                                |   | 2 | Necaxa                                                                 | 2                                                                      | 0                                                                      | 2                                                                      |                                                                        |  |   |                                                      |                                                      |                                                      |                                                      |                                                      |  |
|  |                                                      |                                                      | 7                                                    | Puebla                                               | 3                                                    | 0 | 3 |                                                                |                                                                |                                                                |                                                                |                                                                |   |   |                                                                        |                                                                        |                                                                        |                                                                        |                                                                        |  |   |                                                      |                                                      |                                                      |                                                      |                                                      |  |
|  |                                                      |                                                      | 7                                                    | Puebla                                               | 3                                                    | 0 | 3 |                                                                |                                                                |                                                                |                                                                |                                                                |   |   |                                                                        |                                                                        |                                                                        |                                                                        |                                                                        |  |   |                                                      |                                                      |                                                      |                                                      |                                                      |  |
|  |                                                      |                                                      |                                                      |                                                      |                                                      |   |   |                                                                |                                                                |                                                                |                                                                |                                                                |   |   |                                                                        |                                                                        |                                                                        |                                                                        |                                                                        |  |   |                                                      |                                                      |                                                      |                                                      |                                                      |  |
|  |                                                      |                                                      |                                                      |                                                      |                                                      |   |   |                                                                |                                                                |                                                                |                                                                |                                                                |   |   |                                                                        |                                                                        |                                                                        |                                                                        |                                                                        |  |   |                                                      |                                                      |                                                      |                                                      |                                                      |  |
|  |                                                      | 3                                                    | Guadalajara                                          | 1                                                    | 2                                                    | 3 |   |                                                                |                                                                |                                                                |                                                                |                                                                |   |   |                                                                        |                                                                        |                                                                        |                                                                        |                                                                        |  |   |                                                      |                                                      |                                                      |                                                      |                                                      |  |
|  |                                                      |                                                      |                                                      |                                                      |                                                      | 3 |   |                                                                |                                                                |                                                                |                                                                |                                                                |   |   |                                                                        |                                                                        |                                                                        |                                                                        |                                                                        |  |   |                                                      |                                                      |                                                      |                                                      |                                                      |  |
|  |                                                      |                                                      | 7                                                    | Puebla                                               | 3                                                    | 1 | 4 |                                                                |                                                                |                                                                |                                                                |                                                                |   |   |                                                                        |                                                                        |                                                                        |                                                                        |                                                                        |  |   |                                                      |                                                      |                                                      |                                                      |                                                      |  |
|  |                                                      |                                                      | 7                                                    | Puebla                                               | 3                                                    | 1 | 4 |                                                                |                                                                |                                                                |                                                                |                                                                |   |   |                                                                        |                                                                        |                                                                        |                                                                        |                                                                        |  |   |                                                      |                                                      |                                                      |                                                      |                                                      |  |
|  |                                                      |                                                      |                                                      |                                                      |                                                      |   |   |                                                                |                                                                |                                                                |                                                                |                                                                |   |   |                                                                        |                                                                        |                                                                        |                                                                        |                                                                        |  |   |                                                      |                                                      |                                                      |                                                      |                                                      |  |
|  |                                                      |                                                      |                                                      |                                                      |                                                      |   |   |                                                                |                                                                |                                                                |                                                                |                                                                |   |   |                                                                        |                                                                        |                                                                        |                                                                        |                                                                        |  |   |                                                      |                                                      |                                                      |                                                      |                                                      |  |
|  |                                                      |                                                      |                                                      |                                                      |                                                      |   |   |                                                                |                                                                |                                                                |                                                                |                                                                |   |   |                                                                        |                                                                        |                                                                        |                                                                        |                                                                        |  |   |                                                      |                                                      |                                                      |                                                      |                                                      |  |
|  |                                                      |                                                      |                                                      |                                                      |                                                      |   |   |                                                                |                                                                |                                                                |                                                                |                                                                |   |   |                                                                        |                                                                        |                                                                        |                                                                        |                                                                        |  |   |                                                      |                                                      |                                                      |                                                      |                                                      |  |

| Campeón Primera División 1991/92 |
| -------------------------------- |
|                                  |
| León                             |
| 5.o título                       |